# 広州東駅
広州東駅（こうしゅうひがしえき）は、中華人民共和国広東省広州市林和中路に位置する、中国鉄路総公司（CR）と広州地下鉄の駅。駅の南側は広大な再開発地区となっており、超高層ビルが林立している。

## 利用可能な鉄道路線
中国国鉄広州局
広深線
広梅汕線
穂深都市間鉄道
広州地下鉄
■1号線
■3号線

## 歴史
- 1937年 - 天河駅として開業
- 1999年6月 - 広州地下鉄1号線黄沙駅 - 広州東駅間が開業。
- 2005年12月 - 広州地下鉄3号線客村駅 - 広州東駅間が開業。

## 駅構造

### 中国国鉄広州局
単式1面、島式5面10線の地上駅。

### 広州地下鉄
1号線・3号線共に島式1面2線構造。
| 地面    |                              | 国鉄広州東駅                                                                         |  |
| 地下1階 | 南コンコース ■1号線■3号線    | 改札口、自動券売機、サービスセンター、駅商店、フライト情報板、駅警備室、セキュリティ |  |
| 地下2階 | 北コンコース ■3号線          | 改札口、自動券売機、サービスセンター、駅商店、フライト情報板、セキュリティ           |  |
|         |                              |                                                                                      |  |
|         | 1番線                        | 1号線 終点駅 降車ホーム                                                              |  |
|         | 島式ホーム、左側の扉が開く   |                                                                                      |  |
|         | 2番線                        | 1号線 体育中心へ（西塱方面）                                                         |  |
|         |                              |                                                                                      |  |
|         | 設備フロア                   | 3号線の駅設備                                                                        |  |
| 地下3階 | 設備フロア                   | 3号線の駅設備                                                                        |  |
| 地下4階 | 連絡通路                     | コンコース、1号線と3号線のホームを連絡                                               |  |
| 地下5階 | 4番線                        | 3号線 燕塘へ（機場北方面）                                                           |  |
|         | 相対式ホーム、左側の扉が開く |                                                                                      |  |
|         | 連絡通路                     | 両方面ホームを連絡                                                                   |  |
|         | 相対式ホーム、左側の扉が開く |                                                                                      |  |
|         | 3番線                        | 3号線 林和西へ（海傍方面）                                                           |  |

## 駅周辺
- CITICプラザ - 徒歩10分

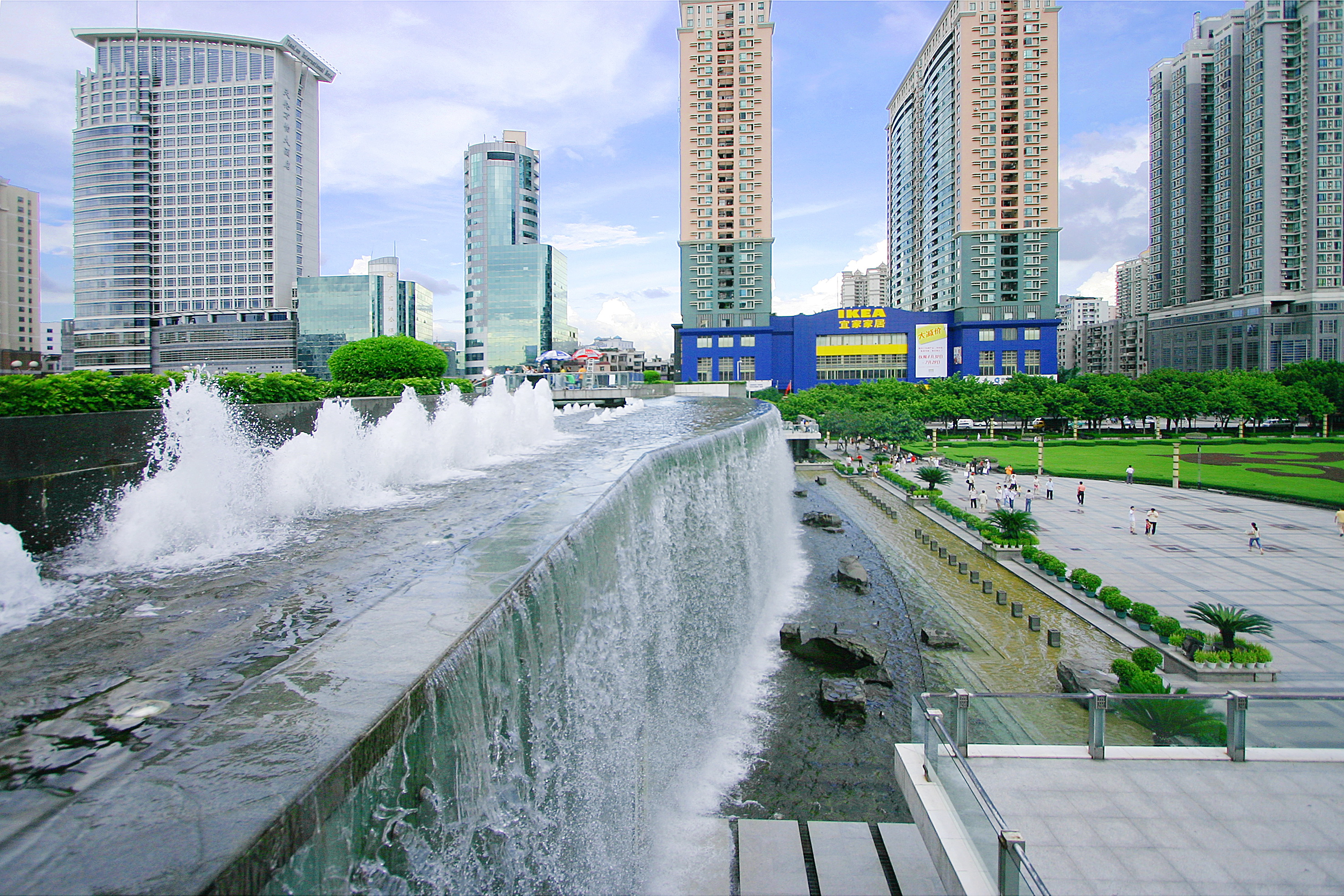
駅周辺の街並み

- 広州東バスターミナル - 徒歩3分→ (北緯23度09分0.19秒 東経113度19分5.51秒 / 北緯23.1500528度 東経113.3181972度)
- イケア

## 隣の駅
中国国鉄広州局
広深線
広州駅 - 広州東駅 - 石碑駅
広梅汕線
広州東駅 - 石碑駅
広州地下鉄
■1号線
体育中心駅 115 - 広州東駅 116
■3号線
林和西駅 317 - 広州東駅 318 - 燕塘駅 319